# Liparis zosterops
Liparis zosterops är en orkidéart som beskrevs av Nicolas Hallé. Liparis zosterops ingår i släktet gulyxnen, och familjen orkidéer. Inga underarter finns listade i Catalogue of Life.